# Sam Martin (fútbol americano)
Sam Joseph Martin (Fayetteville, Georgia, 27 de febrero de 1990) más conocido como Sam Martin, es un jugador profesional estadounidense de fútbol americano que se desempeña en la posición de punter en Buffalo Bills, equipo de la National Football League (NFL).

## Carrera
Fue seleccionado en la quinta ronda en la Reunión Anual de Selección de Jugadores de la NFL de 2013. Hizo su debut profesional con el equipo Detroit Lions, en el cual jugó siete temporadas (2013-2020), después pasó a Denver Broncos (2020-2022), luego a Buffalo Bills, donde lleva jugando dos temporadas.